# Rue de Montevideo
La rue de Montevideo est une voie du 16e arrondissement de Paris, en France.

## Situation et accès
La rue de Montevideo est une voie publique située dans le 16e arrondissement de Paris se trouvant au sein du quartier résidentiel de très haut standing dit « quartier de la Porte-Dauphine ». Elle débute au 147 bis-149, rue de Longchamp et se termine au 16 bis-18, rue Dufrenoy.
Le quartier est desservi par la ligne C du RER, à la gare de l'avenue Foch au nord et à la gare de l'avenue Henri-Martin au sud.

## Origine du nom
Elle porte le nom de Montevideo, capitale de l'Uruguay.

## Historique

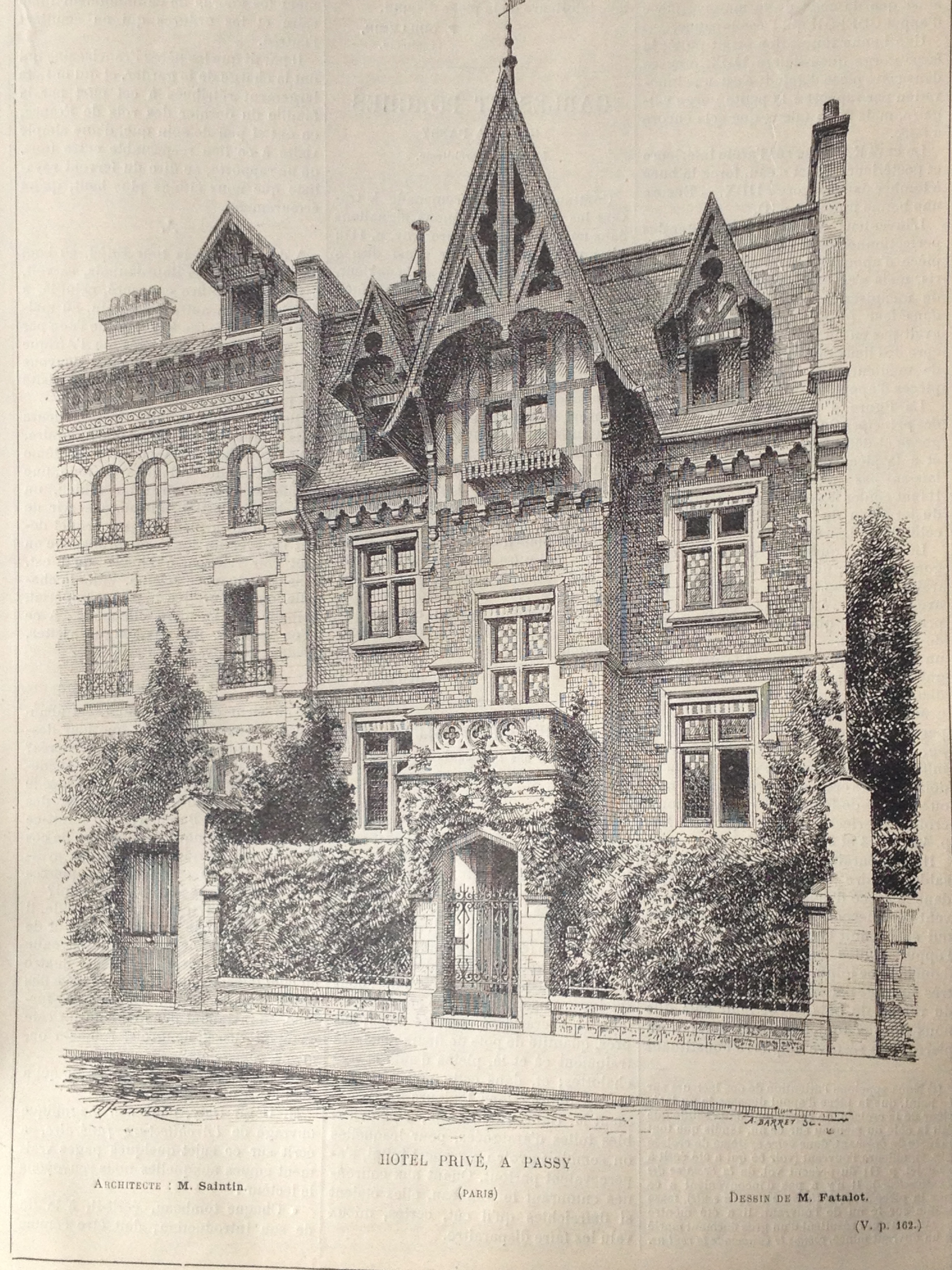
Hôtel particulier de la rue en 1880.

Cette voie est ouverte sous le nom de « rue Théry », en 1868, avant de prendre sa dénomination actuelle par un arrêté du 17 mars 1928.
Proche du bois de Boulogne, la rue de Montevideo fut un lieu de rendez-vous de cavaliers jusque dans les années 1960. Une école d'équitation proche de la poste animait cette voie par les allers et retours des chevaux. Elle comprenait au rez-de-chaussée une cour et des écuries. Un manège original était situé au premier étage et on y accédait par une rampe. Il était agrémenté d'une petite tribune. À proximité, on trouvait également un bureau, des vestiaires et l'appartement de l'écuyer-professeur. Pendant longtemps, ce bien immobilier appartint à la duchesse de la Tremoille, qui le louait à M. Victor Laurent. Celui-ci était un écuyer de renom, sous-maître du Cadre noir au tout début du XXe siècle. Également maître de manège à l'École militaire de Saint-Cyr, il avait initié de nombreux officiers  à l'art équestre. Dresseur de talent et excellent professeur, M. Laurent était très apprécié de ses élèves. Il présenta son cheval turfiste à l'épreuve de sélection pré-olympique de dressage en 1900. En 1935, le manège est tenu par le capitaine Olivé, qui donne une représentation annuelle en soirée.

## Bâtiments remarquables et lieux de mémoire

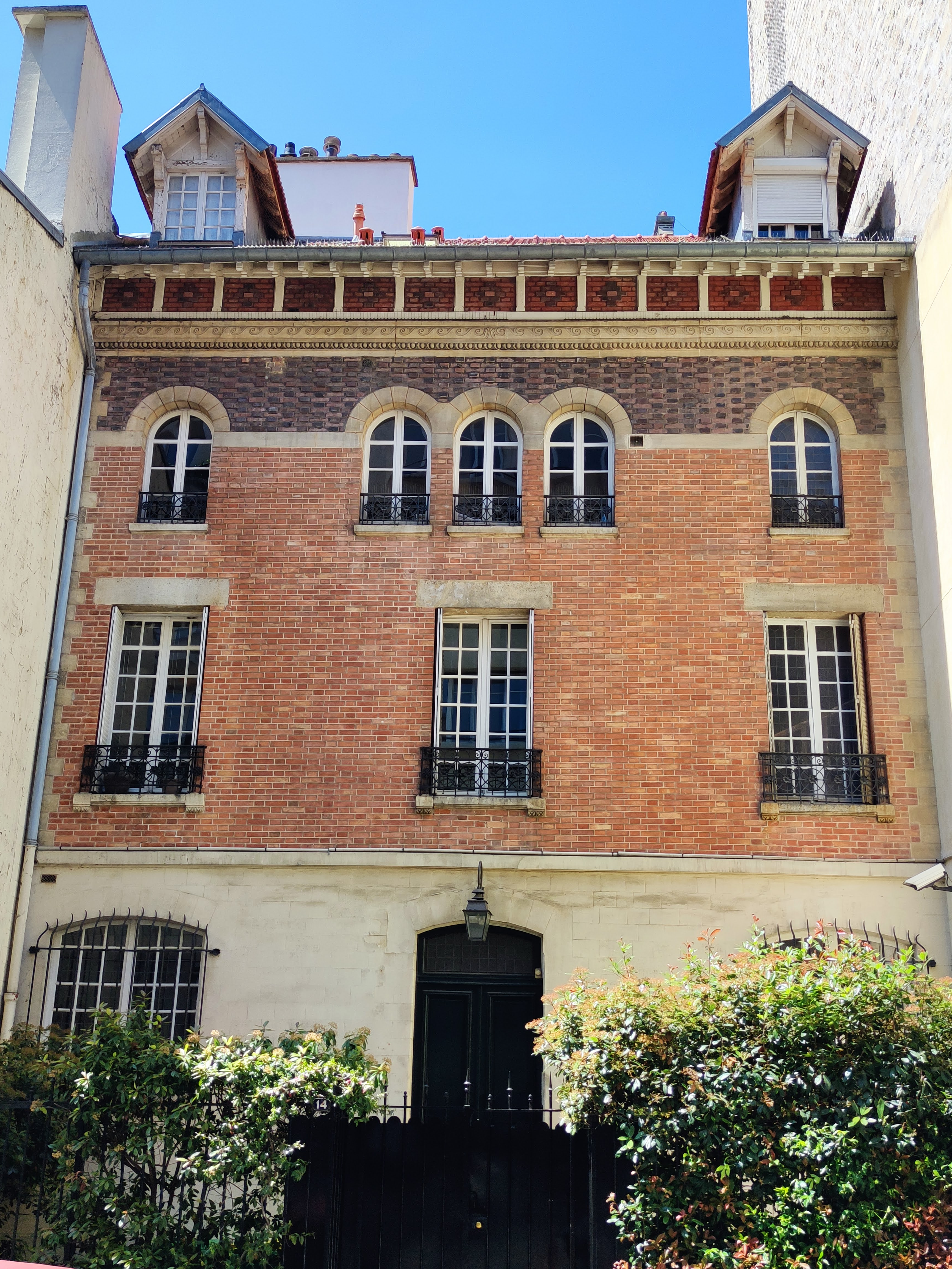
No 5 : dans les années 1960 s'y trouve l'église orthodoxe Saint-Serge de l'Union des combattants de Gallipoli[1]. De nos jours ambassade de Mauritanie en France.
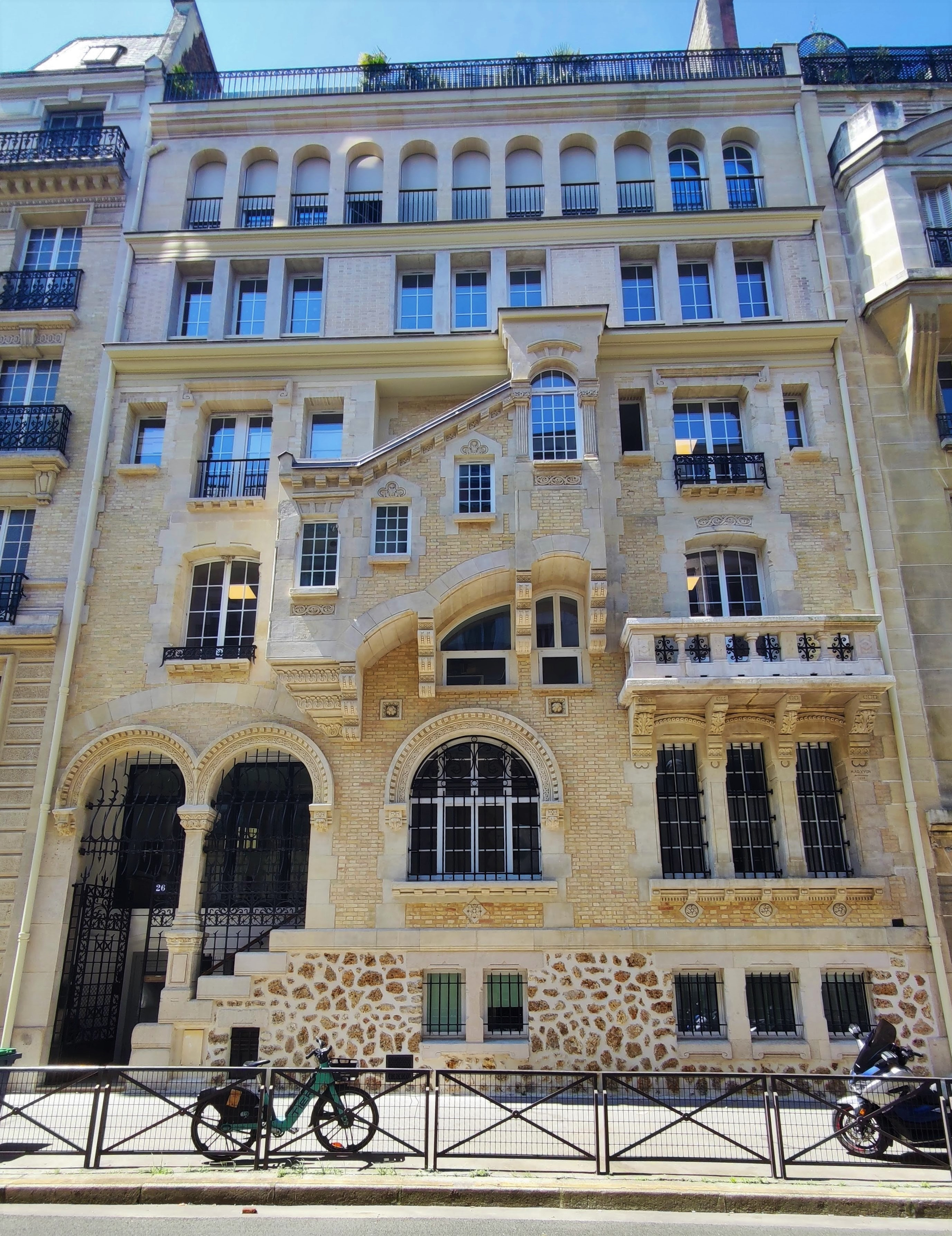
Nos 11-19 : ancien bureau de poste. Sur la façade est inscrit de façon symétrique « Postes, télégraphes et téléphones » et au-dessus de l'entrée « bureau no 78 ».
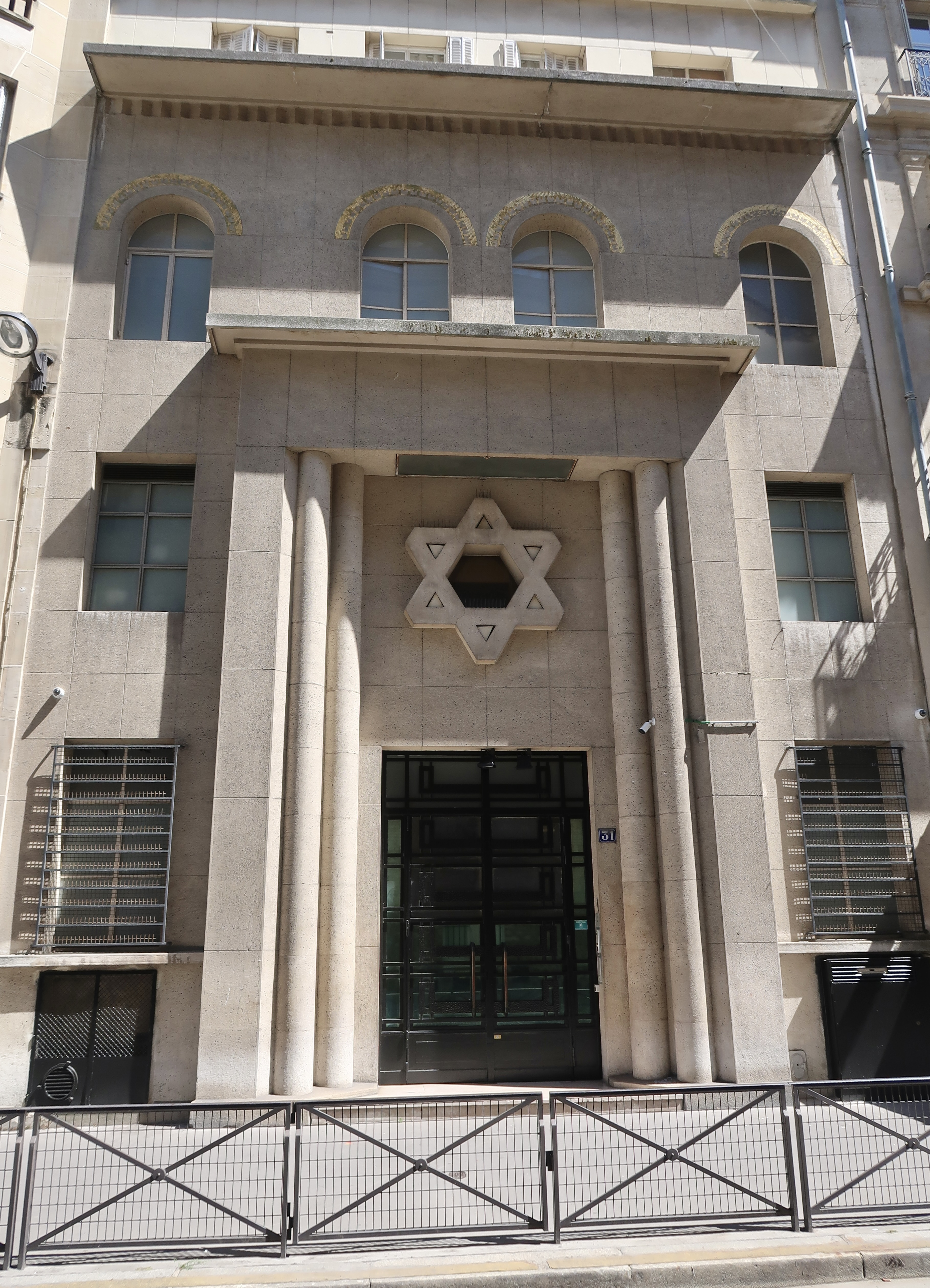
No 14 : le joueur de bridge et de tennis Pierre Albarran (1893-1960)[2] a habité à cette adresse et y est mort[3].
- No 14 bis : dans les années 1960 y est installée la congrégation des Sœurs de Jésus-au-Temple[1].
- No 26 : ancien hôtel particulier Casel construit par l’architecte Maurice-Adolphe Yvon en 1897-1898, surélevé ultérieurement[4]. L’artiste peintre Blanche Roullier (1855-1933) a vécu à cette adresse et y est décédée le 28 janvier 1933[5], à l’âge de 76 ans, à la suite d’un accident de voiture survenu deux semaines plus tôt[6].
- No 29 bis : immeuble construit en 1926-1927 par l’architecte Michel Roux-Spitz[7].
- No 31 : synagogue[1].

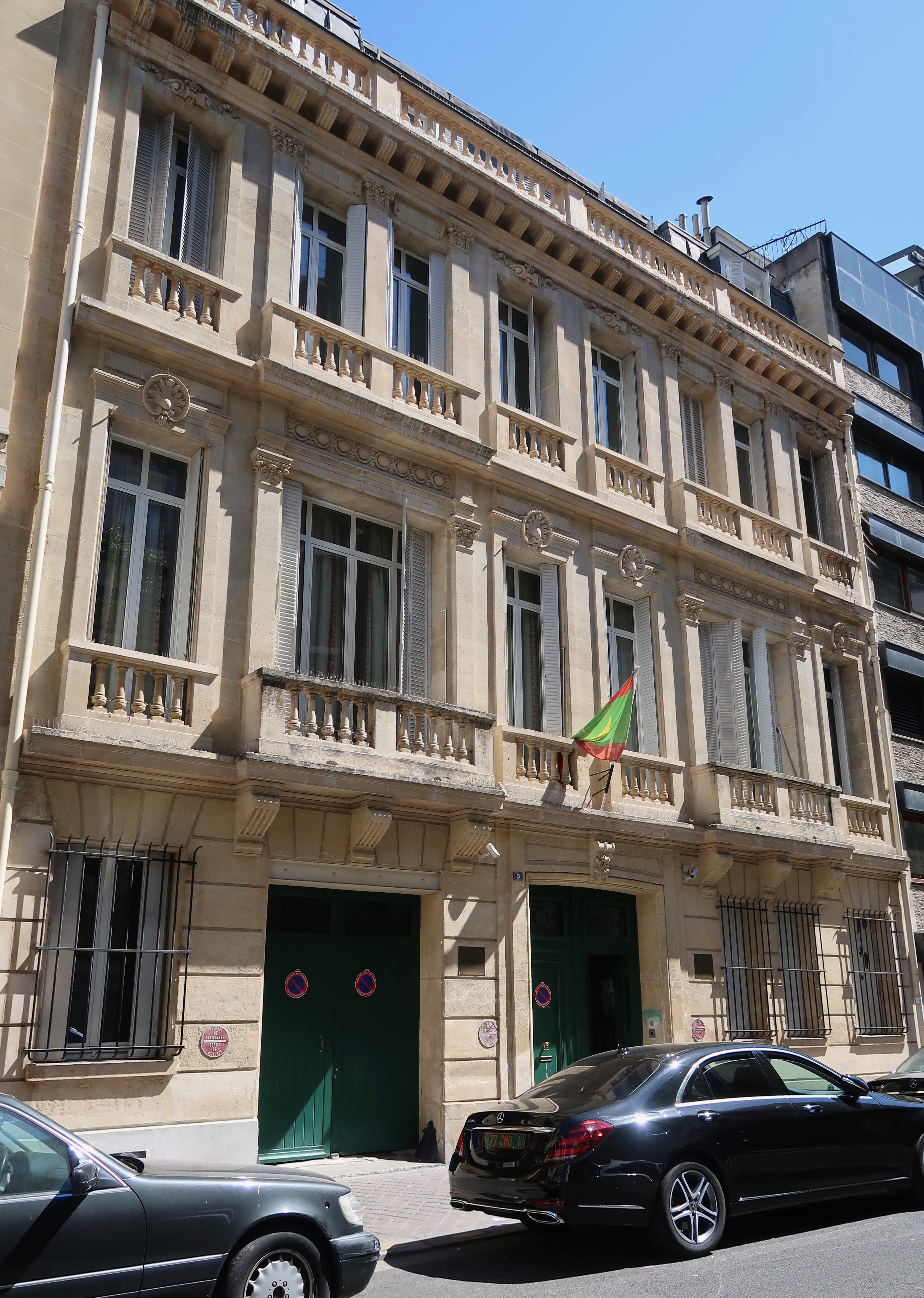
No 5.
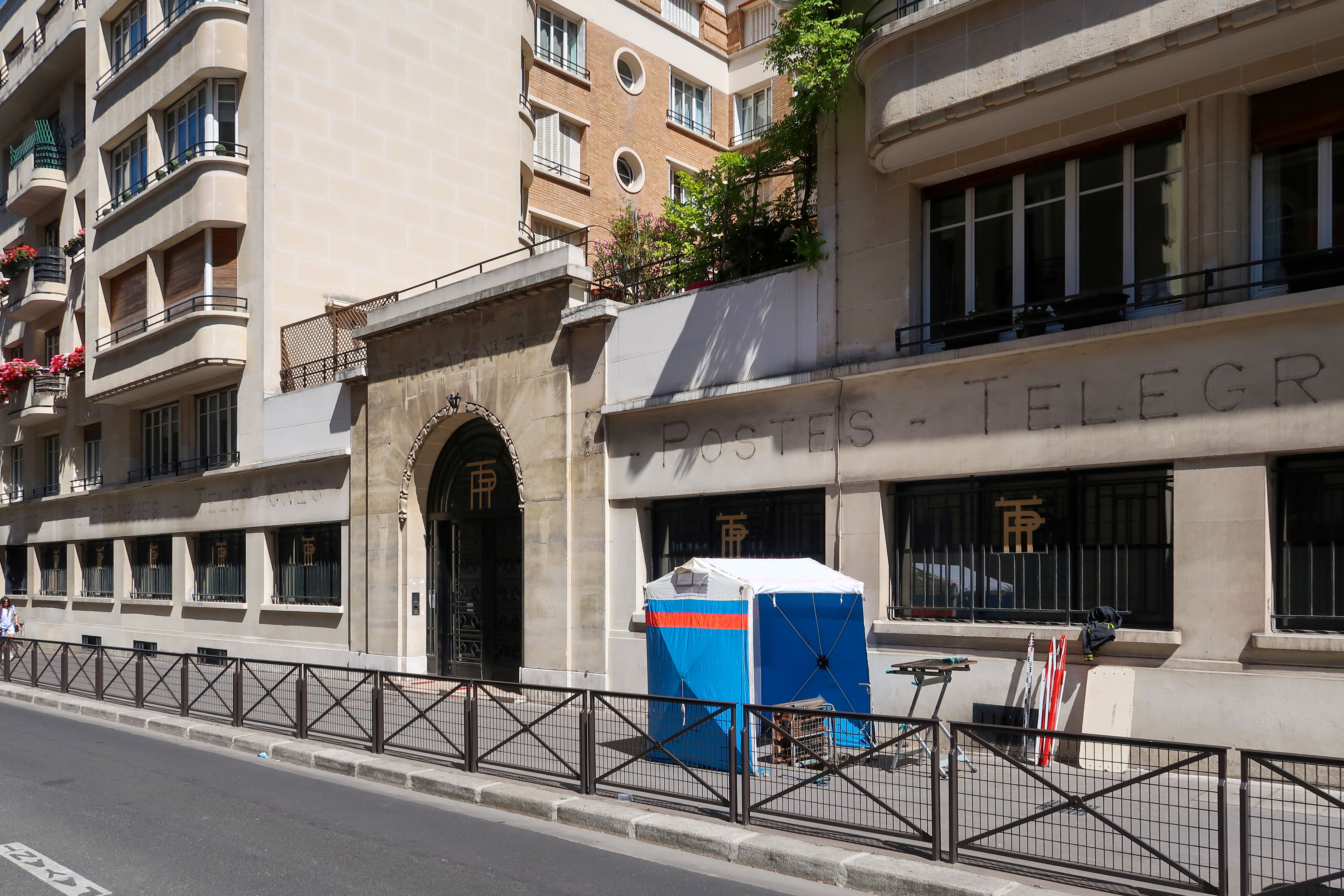
Nos 11-19 : ancien bureau de poste.

- No 14.
- No 26.
- No 31.